# 二港仔玄聖宮
二港仔玄聖宮位於臺灣臺南市學甲區，該廟主祀為玄天上帝，同祀神祇有註生娘娘與福德正神，也是目前二港仔聚落的角頭廟。而因二港仔是舊時學甲十三庄中的47角頭之一，故在學甲慈濟宮上白礁謁祖與學甲刈香的兩大活動中，也是基本參與遶境的廟宇之一。
行政區上，因舊時的二港仔屬宅港庄頭，就當時的行政劃分應屬今日之宅港里。惟在歷經1989年沙拉颱風之後，因嚴重水災造成二港仔的生活環境嚴重破壞，之後便進行整個聚落遷移，再因庄民意見不合的情形下，遷村分為兩批便是之後的新二港仔南北庄。玄聖宮是第二批遷村的庄民所建，其位置在今日仁和與仁安兩街之間的中正南路西邊，目前此位置位於學甲區新榮里境內。

## 建廟沿革
玄聖宮新建廟至今雖僅幾年光景，惟其奉祀的年代卻有已經有170年以上時日，早於清末便有庄民李家五房先祖，前往大陸福建平沙村（今為福建省寧德市古田縣），恭迎玄天上帝與康趙兩元帥來臺，起初供奉於宅港與二港仔間。直至咸豐年間（1851-1861） 本庄先民李柔因開築河道之便，意想將神尊固定於一場域奉祀，遂將諸神祇迎回二港仔庄內奉祀。
日佔據臺灣的後期實施皇民化運動，禁止臺人參拜大陸神祇，於是有庄民便私底下藏於家中供奉，因而長久以來神尊皆寄居於庄民家中私下參拜，終於在臺灣光復之後恢復宗教信仰自由，又於1969年初選溪畔高灘地，庄民並藉由二港仔興建活動中心（中山堂）之名，申請建造較為固定的場所作為玄天上帝與諸神尊長駐處所，其後聘李石主持廟務並與支配各項費用。歷經20年之後，由於1989年因颱風莎拉造成二港仔發生嚴重水災，為顧及庄民的生命財產安全，於同年9月進行全面遷庄，只是礙於一些因素直至2005年二港仔方完成全部的遷庄，也因此這段期間皆無固定之廟宇，僅以簡單的臨時行宮供信眾奉拜。
只是庄民雖有了決定遷庄的想法，在實際的遷庄上卻出現兩派意見，也因此便造成兩批的遷庄行動，之後更分別成為新二港仔南北庄，其中玄聖宮位於南庄。歷經數年的努力下，玄聖宮經歷數度的供奉模式，然長期以來除供奉於中山堂活動中心那20年外，幾乎皆沒有固定的廟宇祀奉。於是在2005年遷庄完畢後，於2013年於信徒大會中再次提議興建廟宇，新廟位置在臨時行宮正後方，其原來是一座籃球場，歷經近六年時間終於在2019年11月竣工，並於當年農曆十一月24日進行入火安座儀式，同時並立廟名為「二港仔玄聖宮」，另原臨時行宮與部分籃球場則作為廟庭與停車場。

## 軼事
早先的二港仔舊庄因位於急水溪湍流的流域河畔，因此每遇有颱風或者大雨來襲，便會造成嚴重水患，也正是這一因素便促成日後居民遷庄。然而，由於遷村的一些問題，造成了兩派不同的意見，於是也讓遷村分成兩批，分別遷於今日的秀昌與仁得兩里內，一般則又稱之為新二港的南北庄，秀昌里的新二港子為北庄而仁得里則是南庄。 
此外北庄在成立新庄頭後，以主祀玄天三上帝的玄天宮為庄廟，廟宇於2007年新建，歲時以原庄廟慶日的農曆2月29日為此地廟慶日，只是在廟慶時，必先至新二港仔的南庄庄廟玄聖宮，迎請老上帝（即原二港仔庄的玄天上帝）蒞北庄，之後才又到學甲慈濟宮進香，並於第二日做還神儀式，以供南庄方便辦理進香遶境的各項事宜。
二港仔玄聖宮廟內並無供奉虎爺，乃因虎爺已在不遠處的震虎宮另外設有廟專祀。此外，廟前天公爐周圍護欄的中央，採用古錢幣造型上書「招財進寶」相當討喜。

## 圖集

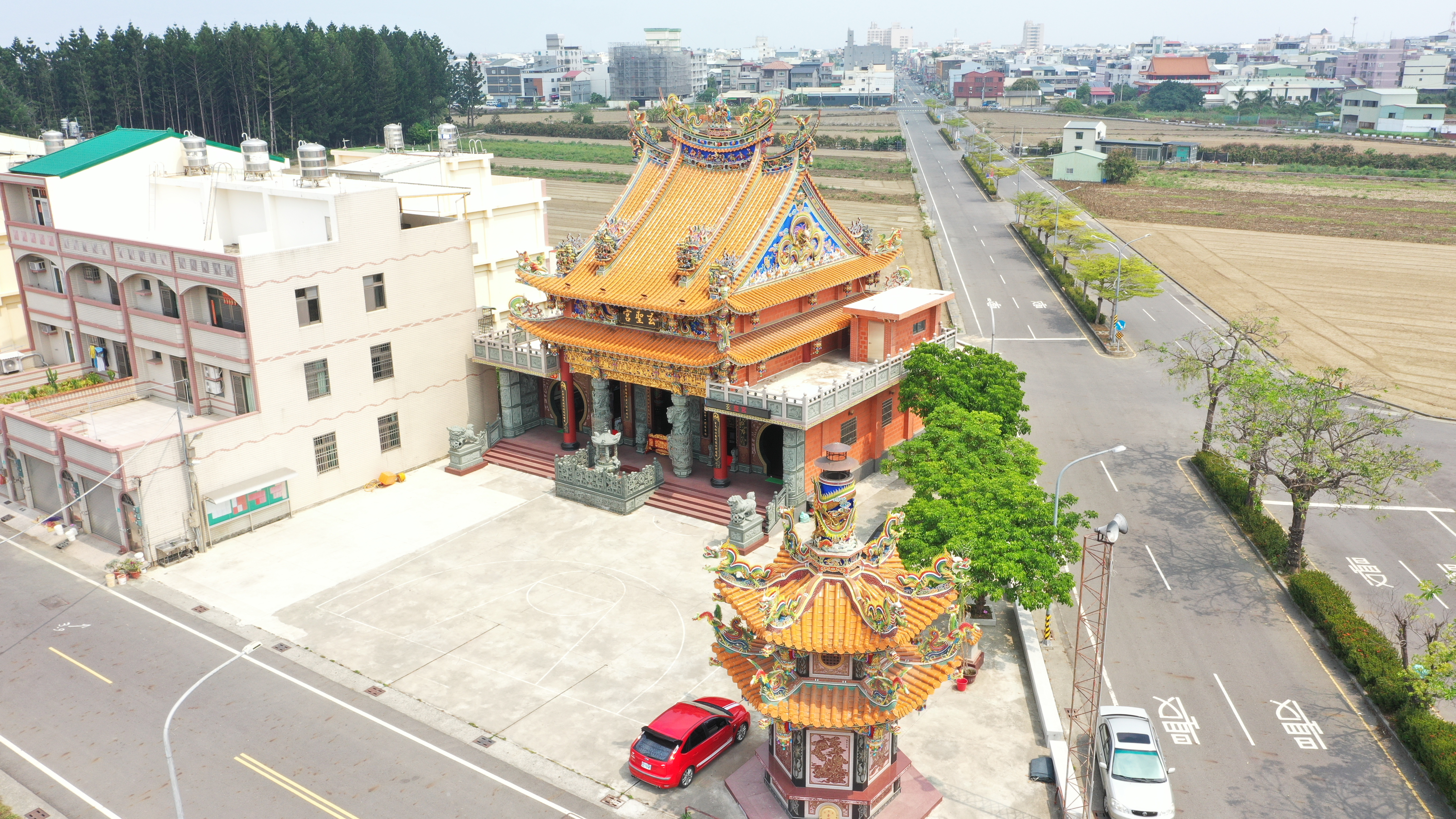
二港仔玄聖宮-空照
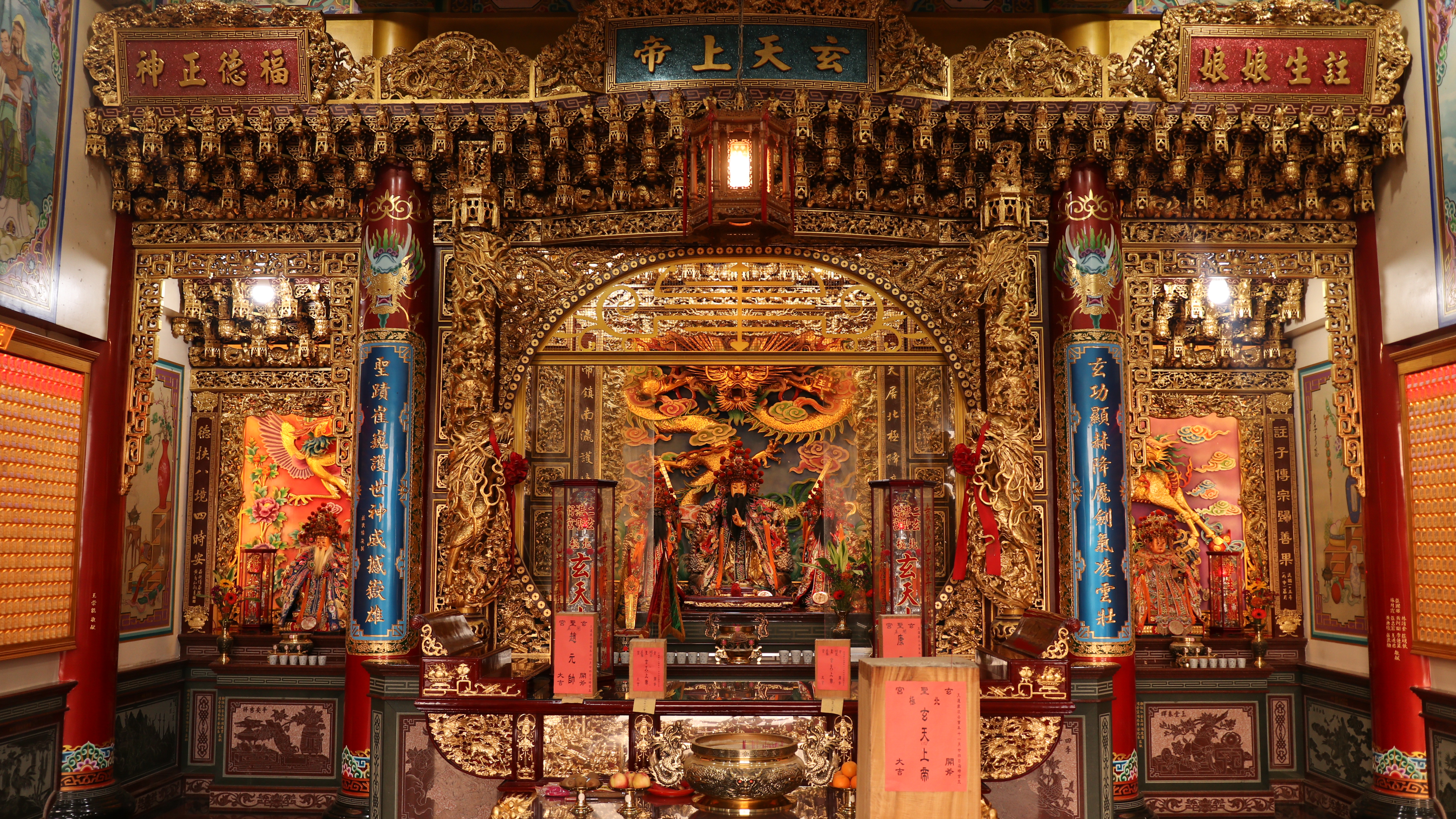
二港仔玄聖宮-神龕
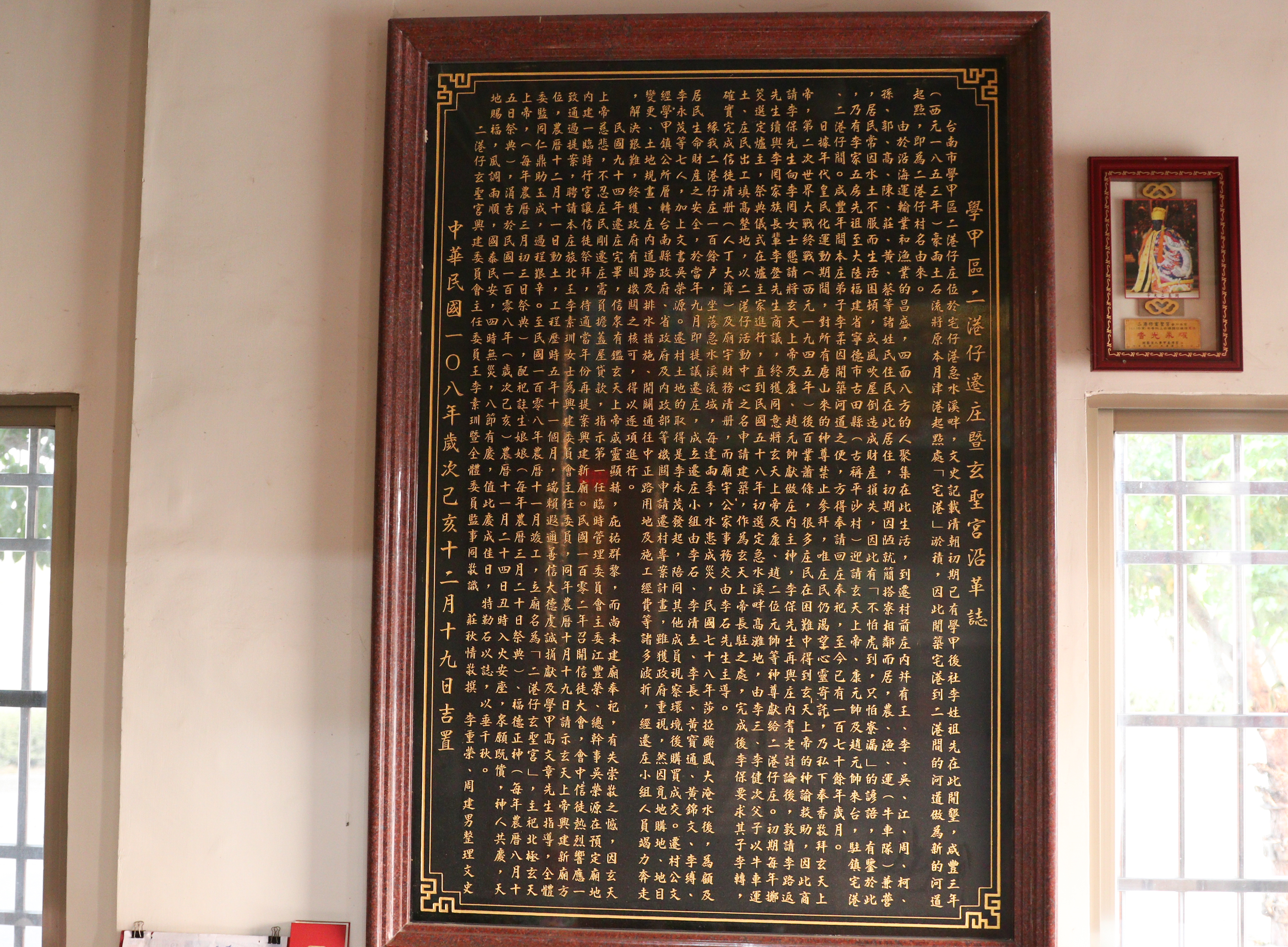
二港仔玄聖宮-遷村暨沿革碑